# Huei tlamahuiçoltica
Huei Tlamahuiçoltica (del náhuatl: Weyi Tlamawisoltika ‘El Gran Acontecimiento’) es el nombre abreviado del compendio de los 3 "Nicans" de la obra literaria en náhuatl cuyo nombre completo es Huei tlamahuiçoltica omonexitì in ilhuicac tlàtòcaçihuapilli Santa Maria totlaçònantzin Guadalupe in nican huei altepenahuac Mexìco itocayòcan Tepeyacac, 1649, -El gran acontecimiento con que se le apareció María Guadalupe, en el lugar nombrado Tepeyac, 1649- que abreviadamente se denomina como "El Gran Acontecimiento" donde se relatan las apariciones de la Virgen de Guadalupe al indígena Juan Diego Cuauhtlatoatzin en 1531, cuyo autor es Antonio Valeriano con añadidos de Fernando de Alva Ixtlilxóchitl. 
El manuscrito original cuenta con 36 páginas, está escrito en tinta verde, del libro impreso en 1649, consignado en 1646, editado por el sacerdote Luys Lasso de la Vega justo al final del prólogo. Impreso con licencia en México, en la imprenta de Juan Ruyz,[1]publicado en 1649 por Luis Lasso de la Vega. Es el primer texto en que se mencionan las apariciones.[2] Hay quien incluye a Fernando de Alva Ixtlixochitl como coautor.

## El documento
Consta del: Parecer del P. Baltasar González, S.J. Licencia de: Pedro de Barrientos, ante el Notario Público: Francisco Bermeo. Prólogo de su autor, con el título de: Ilhvicac Tlatóca çhvapille, çemihcac ichpochtzintle inti Tlaçomahuiz Nantzin in Dios: -"Reina del Cielo siempre Virgen, Bienaventurada Madre de Dios"-.
En la obra, casi toda en náhuatl, una de sus partes corresponde al Nican Mopohua, el relato más célebre de las apariciones de la Virgen de Guadalupe. Contiene también el Nican Motecpana de Fernando de Alva Ixtlilxóchitl, que enlista 14 milagros, y el Nican Tlantica.

### Secciones
Se pueden distinguir siete partes: 
1. Prólogo y oración.
2. Nican mopohua, probablemente transcripción del original de Antonio Valeriano.[3]
3. Descripción de la imagen de la Virgen.
4. Nican motecpana (en náhuatl: Este es el relato ordenado), relación de 14 milagros atribuidos a la Virgen.
5. Biografía de Juan Diego.
6. Nican tlantica (en náhuatl: Aquí termina), historia de la devoción a la Virgen.
7. Oración conclusiva.

El documento inicia de la siguiente manera:
“Por mandado del señor don Pedro de Barrientos Lomelin comisario del Tribunal de la santa cruzada, tesorero de la santa catedral de México y vicario general del arzobispado he visto la milagrosa aparición de la imagen de la virgen santísima madre de Dios y señor nuestra, que se venera en la hermita y santuario de Guadalupe, que en propio y elegante idioma mexicano, pretende dar a la imprenta el bachiller Luys Lasso de Vega capellán y vicario de dicho santuario. Hallo esta ajustada a lo que por tradición y anales se sabe del hecho y porque será muy útil y provechosa para ayiudar la devoción en los tibios y engendrarna de nuevo en los ignorantes viven del misterioso origen deste celestial retrato de la Reyna del cielo y orque no hallo cosa que se oponga a la verdad, y misterios de nuestra fee, merece encendido, y affectuoso zelo al mayor culto, y veneración del santuario que es a su cargo dl autor, fe le de licencia que pide: así lo siento y lo firme de mi nombre en este seminario de naturales de señor san Gregorio en 9 de enero de 1649 años.”

Balthazar González
El libro inicia en la foja 1, con el título: “Nican Mopohua”, … (Aquí se relata…), mismo que concluye en la foja 9, donde se relatan las apariciones de la Virgen de Guadalupe a Juan Diego y a su tío Juan Bernardino según la tradición conocida, con la salvedad de que no incluye la tercera aparición, ocurrida cuando los criados de Zumárraga siguieron a Juan Diego.
En la foja 9, inicia y termina en la foja 15 el “Nican Motecpana” con “Nican Motecpana in ixqvich tlamahviçolli yequimo chihvilia in ilhvicac çihvapilli totlaçonantzin Guadalupe” – “Aquí se refieren ordenadamente todos los milagros que ha hecho la Señora del Cielo Nuestra Bendita Madre de Guadalupe-.
En la foja 15 en delante está el escrito “Nican tlantica inittoloca” …(Aquí concluye la relación….) en donde, se declaran las conclusiones y además se refiere a nuestra Señora de los Remedios terminando con el “Lavs Deo”, una oración en una foja sin número “que se ha de rezar a la Reina del Cielo, Nuestra Preciosa Madre de Guadalupe”.
En la foja 17v, al lado del “Lavs Deo”, se lee dicho año de 1646, en el que el “4” está bastante borrado.
La primera traducción completa al castellano, se debió al Licenciado Primo Feliciano Velázquez (1926) la cual fue publicada junto con el facsímil del libro en mexicano por La Academia Mexicana de Nuestra Señora de Santa María de Guadalupe.
Alfonso Junco volvió a publicarla en facsímil, incluida como segunda parte de "Un Radical Problema Guadalupano", a partir de la segunda edición de editorial Jus, (1953). La traducción sola fue incluida en La Aparición de Santa María de Guadalupe (1931), del propio Primo Feliciano Velázquez; posteriormente su traducción ha sido difundida en muchísimas publicaciones más.